# Сумарні зобов'язання до власного капіталу

## Сумарні зобов'язання до власного капіталу (Коефіцієнт фінансової незалежності)
Сумарні зобов'язання до власного капіталу - ставлення кредитних і власних джерел фінансування. Також, як і TD / TA, є ще однією формою представлення коефіцієнта фінансової незалежності.
Розраховується за формулою:
TD / EQ = (Довгострокові зобов'язання + поточні зобов'язання) / власний капітал
 
Рекомендовані значення: 0.25 - 1
  Чим вище значення коефіцієнта, тим більше величина кредиторської заборгованості компанії, тим вище ризик неплатоспроможності. Високе значення коефіцієнта вказує на потенційну небезпеку виникнення у підприємства дефіциту грошових коштів. Для інтерпретації цього показника треба враховувати його середній рівень в інших галузях, а також доступ компанії до додаткових джерел фінансування.
Згідно з міжнародними стандартами бізнес-планування  застосовується як один з фінансових показників ефективності бізнес-планів